# 韩纯德
韩纯德（1913年5月12日—2009年5月10日），男，山西定襄人，中华人民共和国政治人物。

## 生平
早年考入天津北洋大学，后弃学从戎，担任热河省省委委员兼委秘书长、热西地委书记兼热西军分区政委。1949年，当选中共太原市委书记兼太原市市长，后升任山西省委常委。1954年，担任中华人民共和国纺织工业部副部长。次年任第三机械工业部副部长。庐山会议中，因反对极左思路被降职迫害，后平反。